# Малък сокол
Малкият сокол (Falco columbarius), или още Чучулигар, е сравнително дребна птица от семейство Соколови, среща се и в България. Размерите са му подобни на керкенеза, размахът на крилете достига около 60 см. Тялото му е сравнително тънко и елегантно.

## Разпространение и биотоп
Прелетна птица, среща се в по-голямата част на Европа, Мала Азия и някои части на Азия. В Европа гнезди на Скандинавския полуостров, в балтийските страни и Русия, на север от Москва. В Ирландия, Исландия и западните части на Великобритания води уседнал начин на живот, а в цялата останала част на Европа и Мала Азия може да бъде срещнат като зимуващ вид. Обитава тундра, полутундра и иглолистни гори, по време на зимните миграции може да се срещне и в друг тип области, но като цяло не силно залесени.

## Допълнителни сведения
На територията на България се среща много рядко и е обявен за защитен вид.